# 1112 Polonia
1112 Polonia è un asteroide della fascia principale. Scoperto nel 1928, presenta un'orbita caratterizzata da un semiasse maggiore pari a 3,0206674 UA e da un'eccentricità di 0,1015581, inclinata di 8,99681° rispetto all'eclittica. Ha un diametro di 39,661	km e un periodo di rotazione di 18,71 ore.
Il suo nome è un omaggio alla Polonia.